# El Príncipe Pablo
El Príncipe Pablo fue un cuaderno de aventuras, obra del guionista Pablo Gago y el dibujante Leopoldo Ortiz, que fue publicado en 1953 por la valenciana Editorial Maga, y es su primera serie de ambiente medieval. También fue el estreno de Leopoldo Ortiz, quien contó con la ayuda en el dibujo de su hermano José, autor de las portadas.

## Valoración
Para los críticos Pedro Porcel Torrens y Paco Baena, El Príncipe Pablo mezcla el relato de aventuras con el cuento de hadas, y tiene un dibujo demasiado rígido.